# Crisia grimaldi
Crisia grimaldi is een mosdiertjessoort uit de familie van de Crisiidae. De wetenschappelijke naam van de soort is voor het eerst geldig gepubliceerd in 1911 door Calvet.